# Петерсдорф, Дирк фон
Дирк фон Петерсдорф (нем. Dirk von Petersdorff; род. 16 марта 1966, Киль) — немецкий поэт и литературовед. Действительный член Академии наук и литературы в Майнце (2004).
Окончил Кильский университет (1991), там же в 1995 году защитил докторскую диссертацию «К самопониманию интеллектуала-романтика» (нем. Mysterienrede. Zum Selbstverständnis romantischer Intellektueller), на следующий год изданную в качестве монографии (2-е издание 2012). Габилитировался в 2003 году в Саарском университете с диссертацией «Центробежные силы современности. К построению субъекта в поэзии начала XX века» (нем. Fliehkräfte der Moderne. Zur Ich-Konstitution in der Lyrik des frühen 20. Jahrhunderts; опубликована 2005, 2-е издание 2011). Опубликовал также монографию «Счастлив тот, кто любит!: Вера и любовь в поэзии Гёте» (нем. "Und lieben, Götter, welch ein Glück": Glaube und Liebe in Goethes Gedichten; 2019), книги «История немецкой поэзии» (нем. Geschichte der deutschen Lyrik; 2008) и «История литературы ФРГ» (нем. Literaturgeschichte der Bundesrepublik Deutschland; 2011). Профессор новейшей немецкой литературы в Йенском университете имени Фридриха Шиллера. Изучая немецкую литературу как эпохи романтизма, так и послевоенного времени (вплоть до популярных песен — в частности, Ланы Дель Рей), фон Петерсдорф сочетает филологические методы с философскими и культурологическими, сосредотачивая особое внимание на реакции литературы на слом общественного порядка и захватывающее как художника, так и его аудиторию ощущение неуверенности в основаниях.
Первый сборник стихов фон Петерсдорфа «Как это происходит» (нем. Wie es weitergeht) вышел в 1992 году, за ним последовали ещё несколько. В 2018 г. писатель опубликовал свой первый роман, «Как я сюда попал?» (нем. Wie bin ich denn hierhergekommen?). За свои поэтические сочинения удостоен Премии Фридриха Хеббеля (1993) и Премии Генриха Клейста (1998). В 2013 году выступал в Москве как поэт (чтения «Россия и Германия в диалоге поэтов») и как литературовед (немецко-российская конференция «Поэзия на переломе: основные тенденции поэзии после 1989 г. в России и Германии»).